# 菅専助
菅 専助（すが せんすけ、生没年未詳）は、江戸時代後期の浄瑠璃太夫、浄瑠璃作者。人形浄瑠璃衰退期に、主に豊竹座のために筆を執った。近松半二とともに、義太夫節の最後を飾る人物とされる。

## 略歴
医師の子として生まれ、豊竹此太夫（2代目）に入門し、豊竹光太夫を名のった。1757年（宝暦7年）、子ども芝居の浄瑠璃を語ったのが資料上の初出である。豊竹座および豊竹座此吉座の太夫として活動し、1767年（明和4年）、浄瑠璃作者としての処女作『染模様妹背門松』が大ヒットした。以後、3年ほど浄瑠璃作者と太夫の兼業が続いた後、浄瑠璃作家に専念し、師の此太夫とともに市の側芝居の全盛期を築いた。1780年（安永9年）京都に移住し、『稲荷街道墨染桜』を最後に引退する。9年後、師の此太夫のために『博多織恋〓（金偏に荷）』『花楓都模様』などを執筆する。1792年（寛政3年）以降の消息は不明。

## 代表作品
丸本に名前が残る作品が33編あり、世話物が13編を占める。単独作は10作、残りの合作23作のうち、12作が若竹笛躬との共作である。改作の方法として、新たに兄弟や許嫁などを設けて筋を複雑化し、主人公と敵役の対立を鮮明化する、原作の基本を崩さず会話文を増やすといった特徴が挙げられる。
- 『染模様妹背門松』（明和4年）
- 『紙子仕立両面鑑』（明和5年）
- 『伊達娘恋緋鹿子』（安永2年）
- 『けいせい恋飛脚』（安永2年）- 『冥途の飛脚』の改作。
- 『摂州合邦辻』（安永2年）
- 『桂川連理柵』（安永5年）- 『曾根崎模様』の改作。
- 『今盛恋緋桜』（安永8年）- 『八百屋於七』の改作。
- 『博多織恋〓（金偏に荷）』（寛政元年）- 『博多小女郎波枕』の改作。